# GRP Records
GRP Records — американський лейбл звукозапису, заснований 1982 року.
Засновниками лейблу GRP Records були колишні музиканти Дейв Грусін та Ларрі Розен. Вони знали один одного з 1960-х років, коли разом грали в колективі естрадного виконавця Енді Вільямса і затоваришували через спільну любов до джазу. В середині 1960-х років їхні шляхи розійшлися — Грусін переїхав до Лос-Анджелесу та писав музику до голівудських фільмів, а Розен створив домашню студію звукозапису в Нью-Йорку і співпрацював з лейблом RCA Records. 1972 року Розен запросив Грусіна допомогти з аранжуванням альбому співака Джона Люсьєна, і з того часу вони стали працювати разом. 1976 року вони заснували власну компанію Grusin/Rosen Productions, продюсуючи записи джазових виконавців для лейбла Клайва Девіса Arista Records, а 1982 року створили власний інді-лейбл GRP Records.
GRP Records були одними з перших видавців, які почали випускати джазові альбоми на компакт-дисках. На лейблі виходили альбоми багатьох провідних джазових виконавців, серед яких Джордж Бенсон, Лі Рітенаур, Майкл Брекер, Біллі Голідей, Каунт Бейсі, Джон Колтрейн та Діззі Гіллеспі. Успіх незалежної компанії привернув увагу мейджор-лейблів і 1990 року GRP Records було продано MCA Records приблизно за 60 млн доларів. Якщо оригінальна абревіатура GRP означала Grusin/Rosen Productions, то після продажу компанії її розшифровували як «Great Records, Period» (укр. Чудові записи — і крапка).
В журналі Billboard GRP Records п'ять років поспіль визнавали головним лейблом сучасного джазу США. Артисти та записи лейблу загалом отримали понад 30 премій «Греммі».